# Christelle Luisier
Christelle Luisier Brodard (* 27. September 1974 in Sitten) ist eine Schweizer Politikerin (FDP). Sie ist waadtländische Staatsrätin seit 2020 und dessen Präsidentin für die Amtsperiode 2022–2027.

## Leben
Christelle Luisier stammt aus dem Kanton Wallis; ihre Vorfahren kamen väterlicherseits aus dem Val de Bagnes VS und mütterlicherseits aus dem Kanton Freiburg. 1983 nahm die Familie in Payerne Wohnsitz, wo die Eltern ein Restaurant führten. Christelle Luisier bezeichnete den Umgang mit den Gästen des Hauses als Impuls für ihr politisches Engagement.
Nach dem Abschluss der Mittelschule in Yverdon-les-Bains studierte sie von 1992 bis 1997 an der Universität Freiburg die Rechtswissenschaft und absolvierte in Augsburg das Masterstudium.
Von 1999 bis 2002 arbeitete sie als Juristin am Institut für Föderalismus der Rechtswissenschaftlichen Fakultät in Freiburg und danach in einer Anwaltskanzlei in Lausanne. 2005 erhielt sie das Anwaltspatent. Unter Staatsrat Pascal Broulis war sie als stellvertretende Generalsekretärin am Finanzdepartement des Kantons Waadt und anschliessend für das Vorsorgeunternehmen Retraites Populaires tätig.

## Politik
1997 trat Luisier der FDP bei und wurde in den Gemeinderat (Legislative) von Payerne gewählt. 1999 bis 2002 gehörte sie dem Verfassungsrat des Kantons Waadt an, und von 2008 bis 2012 war sie Präsidentin der FDP Waadt. 2009 wurde sie in die Stadtregierung von Payerne (Municipalité) und 2012 zur Grossrätin gewählt. Von 2011 bis 2020 war sie, als erste Frau in diesem Amt, Stadtpräsidentin von Payerne.
Am 9. Februar 2020 erfolgte ihre Wahl zur Staatsrätin des Kantons Waadt. In der Kantonsregierung folgte sie auf Jacqueline de Quattro (FDP), die 2019 in den Nationalrat gewählt worden war.
Seit dem 18. März 2020 leitet sie das Département des institutions et du territoire. Bei den kantonalen Wahlen von 2022 wurde sie im ersten Wahlgang als Staatsrätin wiedergewählt.
Seit dem 1. Juli 2022 amtet sie als Staatsratspräsidentin des Kantons Waadt.